# Deogarh
Deogarh (en hindi: देओगढ़) es una localidad del distrito de Lalitpur, estado de Uttar Pradesh (India).
Deriva del sánscrito deva-garja (‘casa de los dioses’), siendo deva (‘dios’) y gārha /gárja/ (‘hogar’).
Esta localidad destaca principalmente por su recinto arqueológico compuesto de varios templos hinduistas y yainas. El templo hindú Dashavatara está dedicado a los avatares del dios Visnú (‘el omnipenetrante’), y tiene especial relevancia por ser el primer templo construido en piedra, en torno al año 475 (Imperio Gupta). Fue construido en arenisca roja, sobre una plataforma cuadrada con cuatro escaleras dispuestas cardinalmente, sobre la que se sitúa el garbha-grija (‘casa secreta’ o sancta sanctorum), y una torre tipo sikhara de 12 metros de altura. El templo está decorado con unos magníficos altorrelieves, destacando la imagen de Visnú Anantashain (‘el Visnú que está acostado sobre [la serpiente divina] Ananta’), junto a otros dioses como Lakshmí, Brahmá, Indra y Shivá, relatando los avatares descritos en el Bhagavad-guitá. En otros relieves aparece como Gayendra Moksha (‘la liberación del rey de los elefantes’) y Nara Naráiana (dos sabios míticos).
De los templos yainas se conservan unos treinta, destacando el de Shantinath (‘el señor de la paz’). De este conjunto es de remarcar las esculturas de los 24 tirtha ankaras (los profetas del yainismo) realizadas entre los siglos IX y X.

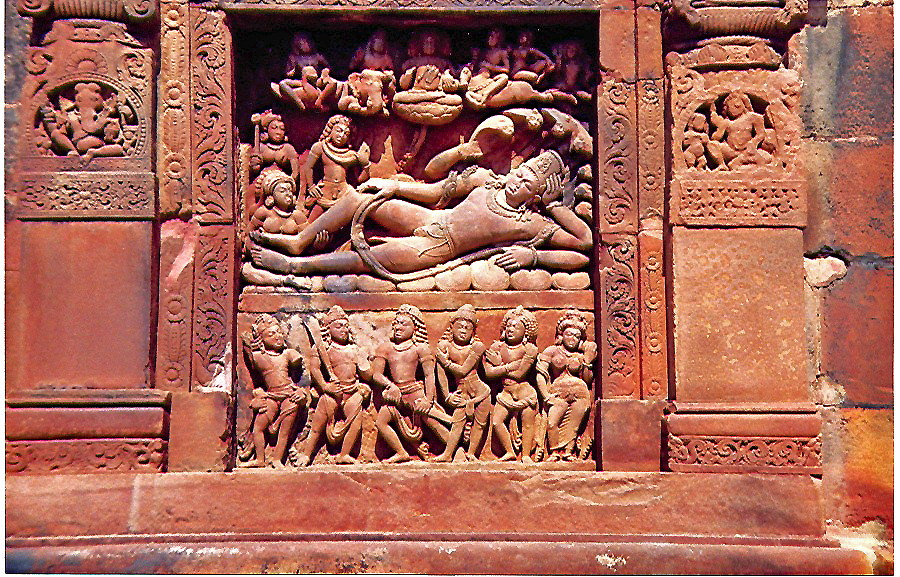
Relieve de Visnú acostado sobre la serpiente Ananta, en el templo Dashavatara
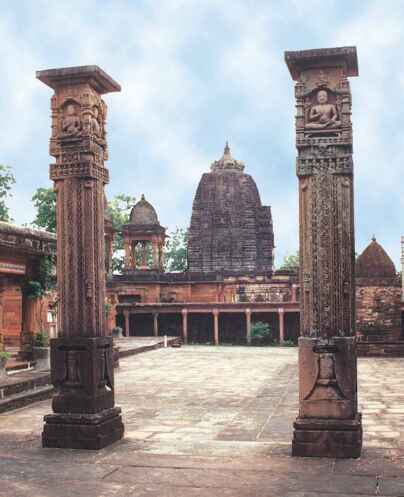
Templo de Shantinath
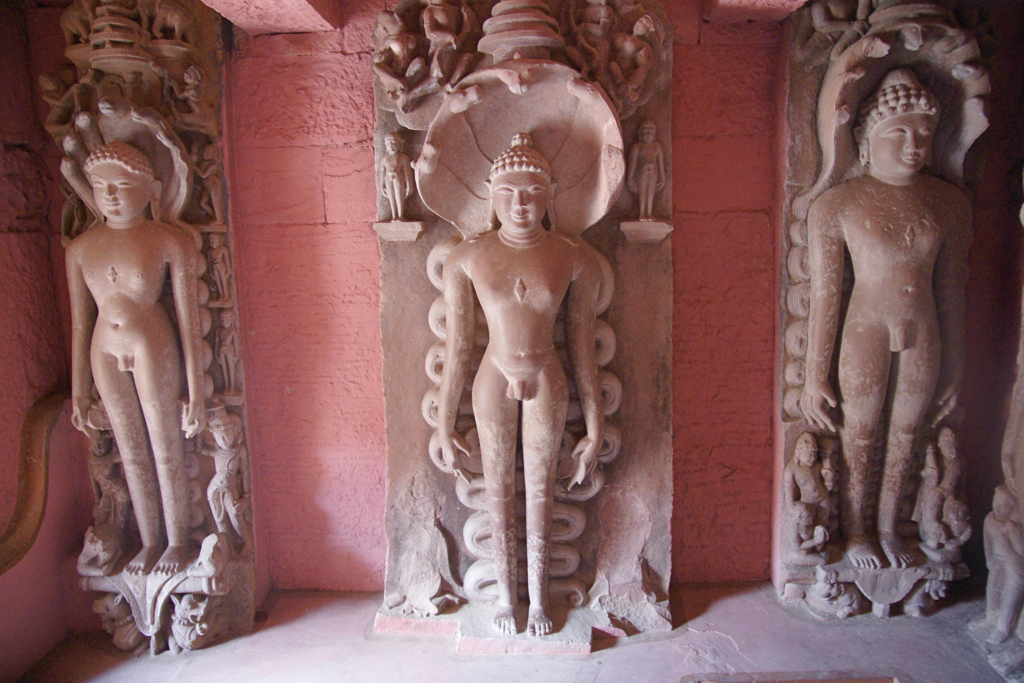
Esculturas de los tirthankaras yainas en el templo de Shantinath